# پیز مینگر
پیز مینگر (به لاتین: Piz Mingèr) یک کوه در سوئیس است که در کانتون گراوبوندن واقع شده‌است. پیز مینگر ۳٬۱۱۴ متر بالاتر از سطح دریا واقع شده‌است.